# Musca erythrocephala
Musca erythrocephala är en tvåvingeart som först beskrevs av Fabricius 1787.  Musca erythrocephala ingår i släktet Musca, ordningen tvåvingar, klassen egentliga insekter, fylumet leddjur och riket djur.
Artens utbredningsområde är Sverige. Inga underarter finns listade i Catalogue of Life.